# Suriana maritima
Suriana maritima är en tvåhjärtbladig växtart som beskrevs av Carl von Linné. Suriana maritima ingår i släktet Suriana och familjen Surianaceae. Inga underarter finns listade i Catalogue of Life.

## Bildgalleri

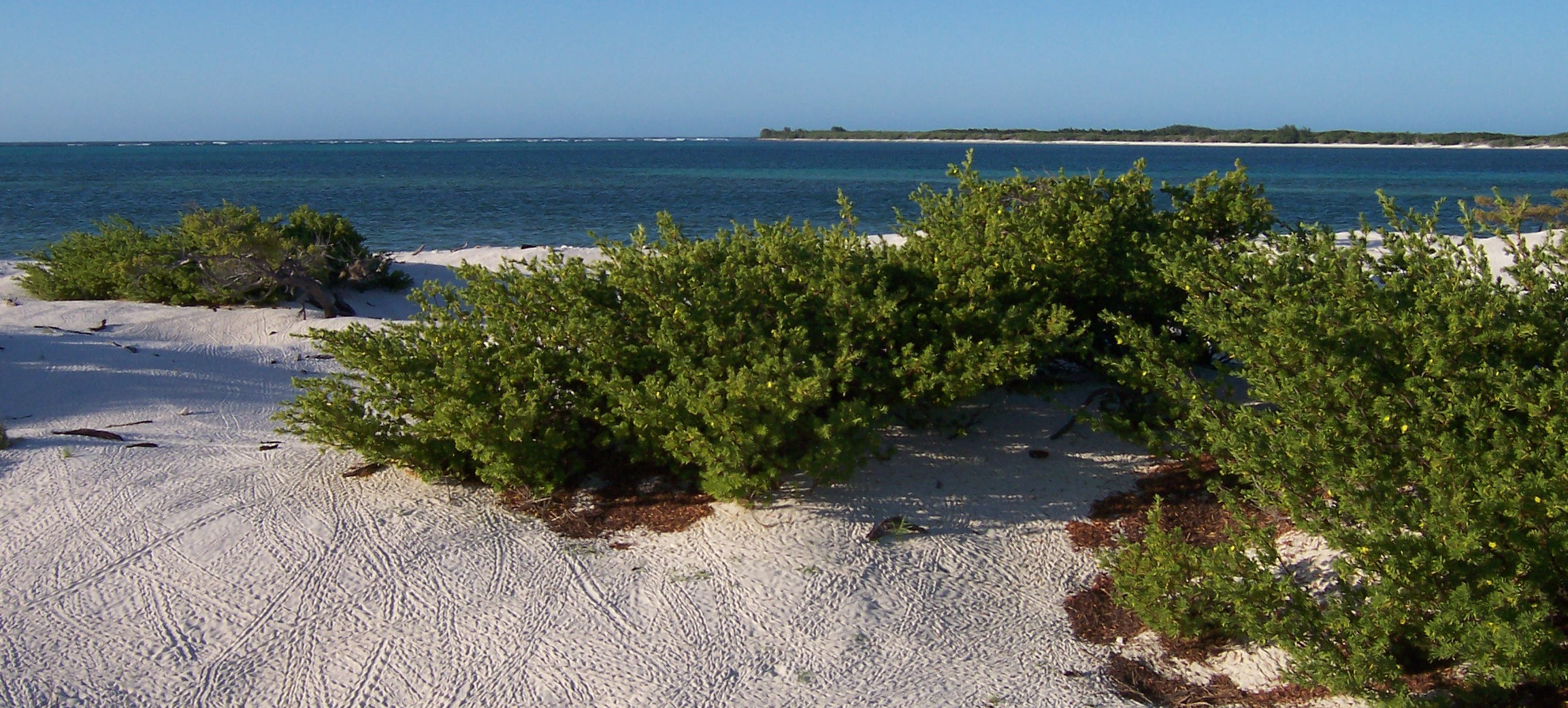
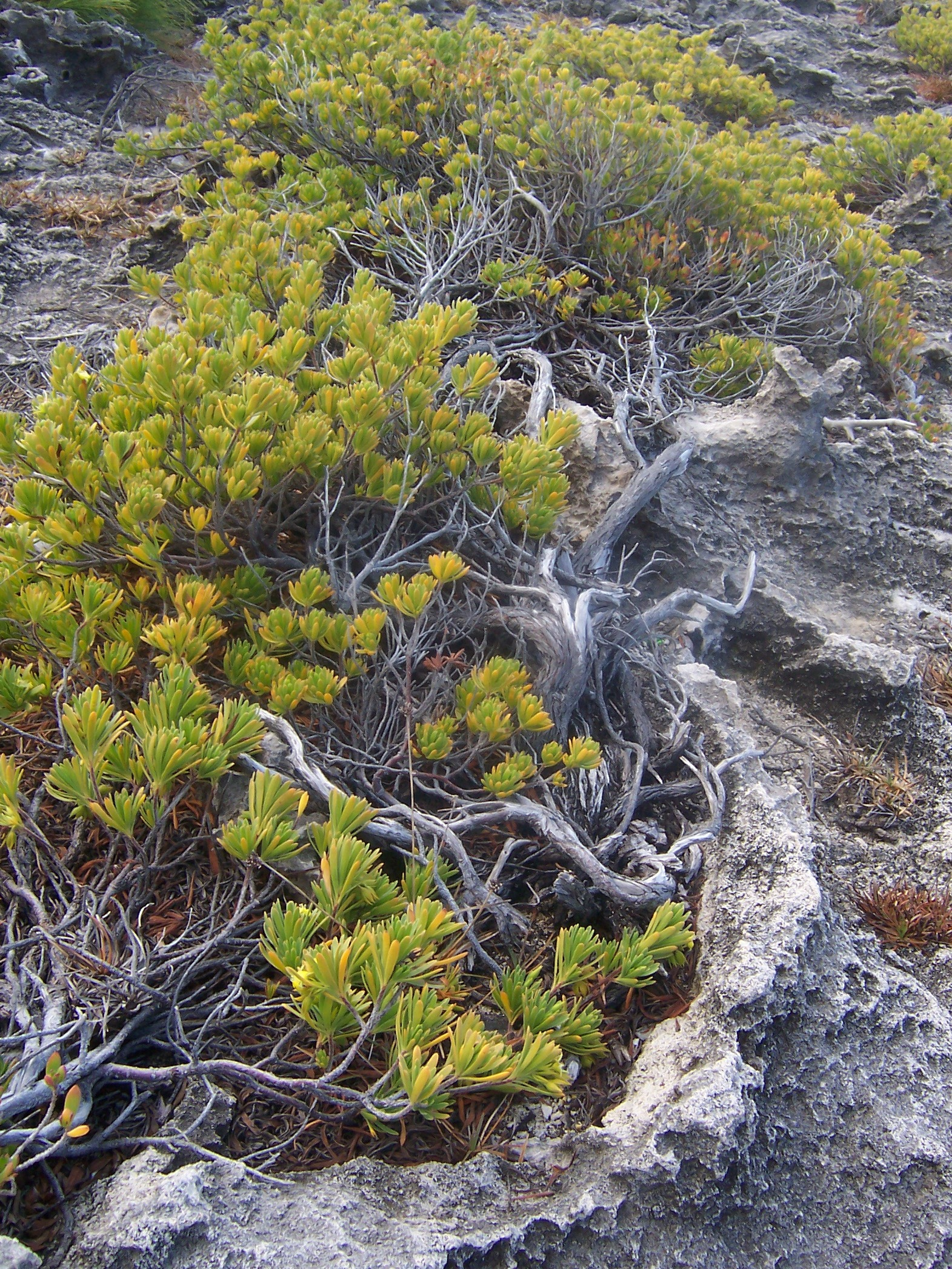
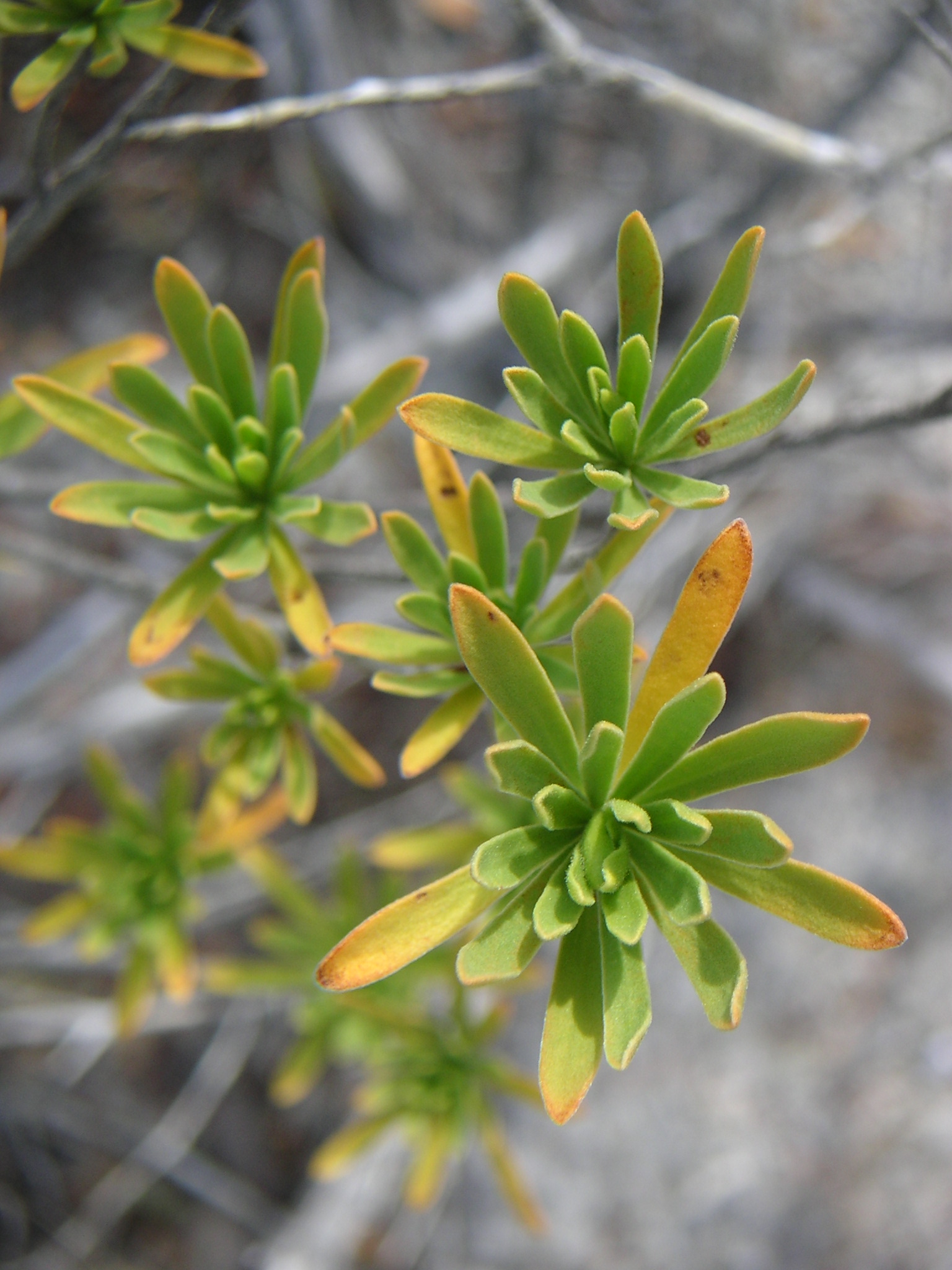
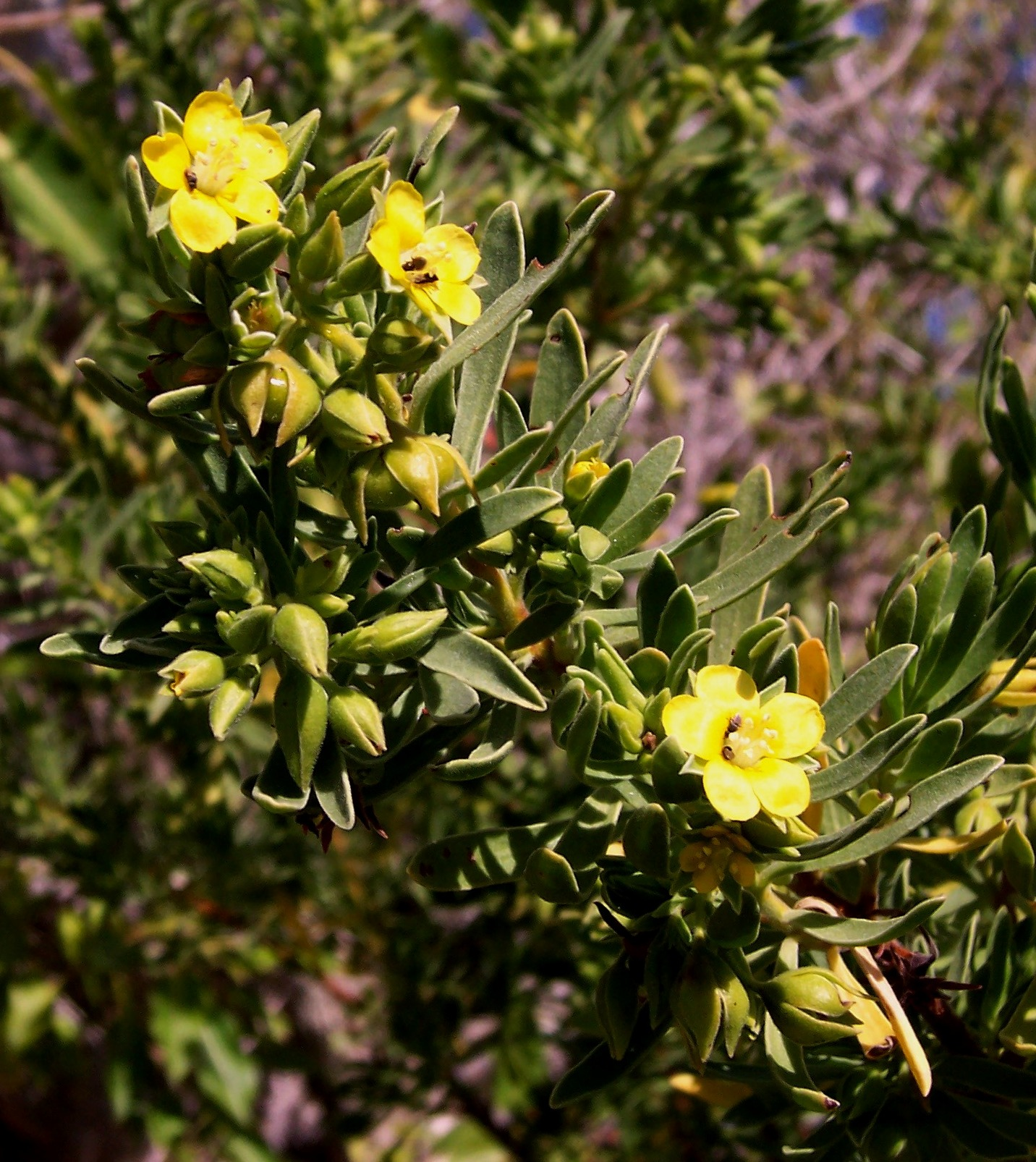
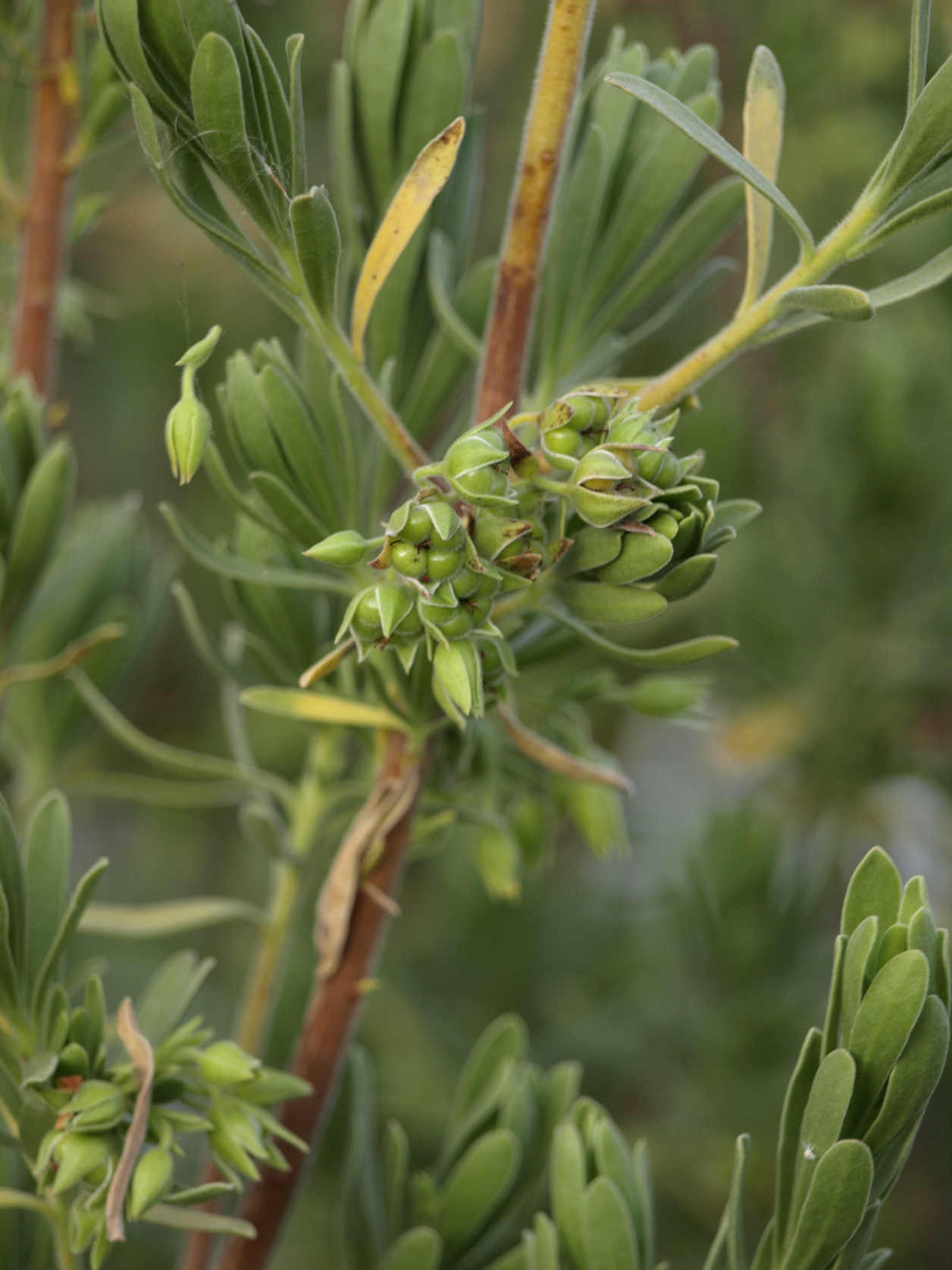